# ميلوفان يوفيتش
ميلوفان يوفيتش (بالصربية: Милован Јовић)‏ هو لاعب كرة قدم صربي في مركز الهجوم، ولد في 5 فبراير 1955 في بلغراد في صربيا، وتوفي بنفس المكان في 8 يونيو 2009. لعب مع راد بيوغراد ونادي أو إف كيه بيوغراد ونادي إلتشي ونادي بارتيزان.